# Rodolfo Tambroni Armaroli
Rodolfo Tambroni Armaroli (Fabriano, 24 giugno 1927 – Macerata, 24 luglio 1996) è stato un politico italiano.

## Biografia
Si iscrive alla Democrazia Cristiana nel 1945, al termine del conflitto. Nel 1949 consegue la laurea in giurisprudenza presso l'Università degli Studi di Macerata. Due anni dopo viene eletto nel consiglio comunale di Macerata, carica che manterrà fino al 1964.
Attivo nella creazione dell'organizzazione sindacale artigiana del suo territorio, viene eletto nel 1963 alla Camera dei deputati, e poi rieletto nel 1968. Contemporaneamente ricopre la carica di sindaco di Civitanova Marche, e nel 1972 viene nuovamente eletto al Senato della Repubblica Italiana, dove rimarrà per altre due legislature, ricoprendo anche l'incarico di Sottosegretario di Stato al Ministero delle Finanze.
Nel 1985 si dimette dalla carica a Palazzo Madama a Roma per rientrare nella sua città, dove viene successivamente eletto al consiglio regionale e nominato assessore.
Dal 1973 al 1987 ha ricoperto la carica di presidente della Maceratese.